# Bygdeå församling
Bygdeå församling är en församling i Södra Västerbottens kontrakt i Luleå stift. Församlingen omfattar hela Robertsfors kommun i Västerbottens län. Församlingen utgör ett eget pastorat.

## Administrativ historik
Församlingen har medeltida ursprung. Omkring 1320 utbröts Skellefteå församling. 1624 utbröts Nysätra församling och 1799 Robertsfors församling.
Församlingen utgjorde till 1624 ett eget pastorat och var därefter till 1821 moderförsamling i pastoratet Bygdeå och Nysätra som från 1799 även omfattade Robertsfors församling. Från 1821 moderförsamling i pastoratet Bygdeå och Robertsfors. Församlingen var från 1930 till 1 juli 1991 indelad i två kyrkobokföringsdistrikt: Bygdeå kbfd (240901) och Överklintens kbfd (240902). I församlingen uppgick 2000 Robertsfors församling och 2002 Nysätra församling.

## Kyrkoherdar
| Ämbetstid | Namn                        | Levnadstid | Övrigt                                   |
| --------- | --------------------------- | ---------- | ---------------------------------------- |
| 1534–1557 | Jonas Nicolai               | –1557      |                                          |
| 1557–1593 | Jonas Jonae                 |            |                                          |
| 1593–1626 | Nicolaus Petri Turdinus     | –1629      |                                          |
| 1627–1651 | Olaus Nicolai Breninsulanus |            |                                          |
| 1652–1685 | Lars Beronis Burman         | 1607–1685  |                                          |
| 1686–1723 | Jacob Laur. Burman          | 1652–1726  |                                          |
| 1723–1743 | Johan Telin                 | 1682–1743  |                                          |
| 1745–1749 | Olof Hansson Turdin         | 1679–1749  |                                          |
| 1751–1759 | Nicolaus Sund               |            | Senare kyrkoherde i Umeå församling.     |
| 1760–1773 | Carl Magnus Nordin          | 1712–1773  |                                          |
| 1774–1805 | Carl Johan Nortman          | 1736–1805  |                                          |
| 1807–1819 | Jonas Genberg               | 1759–1819  |                                          |
| 1822–1834 | Jonas Nygren                | 1767–1834  |                                          |
| 1837–1850 | Erik Olof Sellin            |            | Senare kyrkoherde i Anundsjö församling. |
| 1851–1879 | Pehr Erik Bylund            | 1799–1879  |                                          |
| 1881–1889 | Hans Gustaf Westerlund      | 1829–1889  |                                          |
| 1891–1903 | Hugo Sandström              | 1843–1903  |                                          |
| 1904–     | Albert Markgren             | 1855–      |                                          |

### Komministrar
| Ämbetstid | Namn                   | Levnadstid | Övrigt                                    |
| --------- | ---------------------- | ---------- | ----------------------------------------- |
| 1555–1557 | Jonas Jonae            |            |                                           |
| 1591–1593 | Nicolaus Petri         |            |                                           |
| 1593–1596 | Johannes Torberni      |            |                                           |
| 1599      | Laurentius             |            |                                           |
| 1616–1620 | Oluf                   |            |                                           |
| 1626–1638 | Andreas Nicolai Burman |            | Senare kyrkoherde i Lövångers församling. |
| 1822–1827 | Jonas Ullberg          |            |                                           |
| 1827–1835 | Nils Erik Höglund      |            |                                           |
| 1835–1836 | Anders Öhmark          | 1790–1836  |                                           |
| 1838–1866 | Erik Anders Nygren     | 1800–1866  |                                           |
| 1870–1875 | Hugo Sandström         | 1843–1903  | Senare kyrkoherde i församlingen.         |
| 1875–1881 | Hans Gustaf Westerlund | 1829–1889  | Senare kyrkoherde i församlingen.         |
| 1882–1884 | Carl Wilhelm Elfgren   |            |                                           |
| 1884–     | Carl Gustaf Saedén     | 1848–      |                                           |

## Kyrkor
- Bygdeå kyrka
- Flarkens kapell
- Nysätra kyrka
- Robertsfors kyrka
- Överklintens kyrka